# Lethe atkinsonia
Lethe atkinsonia är en fjärilsart som beskrevs av William Chapman Hewitson 1876. Lethe atkinsonia ingår i släktet Lethe och familjen praktfjärilar. Inga underarter finns listade i Catalogue of Life.